# Archaizmus
A nyelvészetben az archaizmus [< német Archaismus < francia archaïsme < görög αρχαϊσμός (archaiszmosz) < ἀρχαῖος (archaiosz) ’kezdeti’] terminus olyan nyelvi jelenséget nevez meg, amely elavult vagy elavulófélben van, de még használják egyes nyelvváltozatokban. Nyelvi jelenség archaizmusként való minősítése csak a köznyelv a nyelvtörténet egy bizonyos pillanatában levő állapotához viszonyítva lehetséges.
A terminusnak van egy szűken szakmai, nyelvrendszeri jelentése is. Eszerint archaizmus az is, ami kivétel az aktuális nyelvben, de valamikor nem volt az. Ilyen például a fagy szó főnévi alakjával való használata igeként is: Minden reggel fagy.

## Archaizmustípusok
Az archaizmusokat több szempontból lehet csoportosítani.

### A nyelv aspektusai szerint
Archaizmusok a nyelv mindegyik aspektusában találhatók. Eszerint az archaizmus lehet:
- hangtani, amelyben beszédhang vagy hangcsoport cserélődött ki:[6]

(magyarul) mért, nékem, ösmer, lyány, csudálatos, kokas;
(franciául) mol vs. mou ’puha’: Quand le fruit est un peu mol ’Amikor a gyümölcs kissé puha’ (Henri de Montherlant);
(románul) hitlean vs. viclean ’ravasz’;
(oroszul) пиит (piit) vs. поэт (poet) ’költő’;
- alaktani:

(magyarul) adnók vs. adnánk;
(franciául) kötőmód plus-que-parfait a feltételes mód múlt idő jelentésével: S’il eût accepté cette proposition de loi, il eût déclenché des réactions violentes vs S’il avait accepté cette proposition de loi, il aurait déclenché des réactions violentes ’Ha elfogadta volna ezt az törvényjavaslatot, heves ellenállást robbantott volna ki’;
(románul) egyes nőnem többes számú főnevek -e végződése, pl. inime vs. inimi ’szívek’;
- mondattani:

(magyarul) főnév használata igeként, de igeképző nélkül: Minden reggel fagy;
(franciául) tárgy + főnévi igenév szórend vs. főnévi igenév + tárgy: sans coup férir ’küzdelem nélkül’ (szó szerint ’nélkül ütés ütni’) vs. sans dire un mot ’szó nélkül’ (szó szerint ’nélkül mondani egy szó’);
(románul) részes esetű főnévvel kifejezett birtokos vs. birtokos esetű: stăpân vieții mele vs. stăpân al vieții mele ’életem ura’;
- írásbeli:

(magyarul) Rajtad mindent tsókolnék (Weöres Sándor: Psyché);
(franciául) faulx vs. faux ’hamis’;
- lexikai, amely többféle lehet.

Egyes szavak a megnevezett valósággal (denotátummal) együtt vesznek ki a köznyelvből. Egyes nyelvészek historizmusoknak nevezik ezeket, mások valódi vagy fogalmi archaizmusoknak, de egyesek nem tartják őket archaizmusoknak, hanem csak historizmusoknak. Példák:
(magyarul) dézsma, kopja, széncsata, téesz;
(angolul) hansom (19. századbeli lovaskocsi-típus);
(franciául) haut-de-chausses (buggyos nadrágféle);
(románul) dijmă ’dézsma’;
(oroszul) кафтан (kaftan) ’kaftán’.
Olyan archaizmusok is vannak, amelyek a denotátumuk nélkül avulnak el. Ezeket egyes nyelvészek nem valódi archaizmusoknak nevezik, mások pedig csak ezeket tartják archaizmusoknak, a historizmusokkal együtt pedig „elöregedett szavak”-ról beszélnek. Közöttük is többféle van.
- A névbeli archaizmust más szó helyettesíti ugyanazt a valóságot megnevezendő:

(magyarul) rér vs. sógor, kaszab vs. mészáros, isa vs. bizony;
(angolul) comradery vs. companionship ’baráti kapcsolat’;
(franciául) moult vs. beaucoup de ’sok’;
(románul) polcovnic vs. colonel ’ezredes’.
(oroszul) сполох (szpoloh) vs. тревога (trevoga) ’riadó’;
- A jelentésbeli archaizmus mást nevez meg, mint az aktuális nyelvben:

(magyarul) marha – egykor „kincs, vagyon”;
(franciául) être navré – egykor ’sérültnek lenni’, ma ’sajnálni (valamit)’;
(románul) rost – egykor ’száj’, ma ’értelem, cél’;
(oroszul) позор (pozor) – egykor ’látvány’, ma ’becstelenség’.
- A formai archaizmus olyan szó, amelyben másfajta hangtani változás történt, mint beszédhang helyettesítése, például:[13]
- szinkópa: győzedelem vs. győzelem;
- apokopé: pediglen vs. pedig;
- metatézis: pök vs. köp.

Egyes nyelvészek olyan lexikai archaizmusok kategóriáját is elkülönítik, amelyek képző megváltoztatásával lettek azokká, pl. (oroszul) дружество (druzsesztvo) → дружба (druzsba) ’barátság’, рыбарь (ribar) → рыбак (ribak) ’halász’.

### Elöregedési és ismertségi fokuk szerint
Ebből a szempontból két archaizmuskategória van, amelyek között nincs éles határ:
- Vannak olyan régiek, hogy a nyelvhasználók már nem ismerik őket, és csak magyarázat segíti a megértésüket, például régmúlt időkből való fogalmi archaizmusok.
- Léteznek olyanok is, amelyeket még ismernek a nyelvhasználók, de csak a passzív szókincsükben vannak meg. Ilyenek lehetnek régiek, de viszonylag nem régiek is, mint a mai magyar nyelvben olyan szavak, mint téesz, tanácselnök stb.[13]

Az utóbbi példák azt bizonyítják, hogy egyes archaizmusok társadalmi-politikai változások nyomán lesznek azokká. Ugyanilyen okokból egyes archaizmusok elveszítik ezt a minőségüket, amikor visszakerülnek az aktív szókincsbe.
A magyar nyelvben ilyenek példáuk az 1990 után megjelent középosztály vagy piacgazdaság szavak.
A Független Horvát Állam idejében (1941–1945) a horvát sztenderdben neologizmusokkal helyettesítettek olyan szavakat, amelyek a szerb sztenderdben is megvoltak. Ezeket a kommunista Jugoszlávia idejében kivetették a sztenderdből, de amikor Horvátország független lett 1991-ben, visszavették őket. Például hivatalosan a vojarna ’laktanya’ szót használják a kasarna helyett, vagy a časnik ’tiszt’ szót az oficir helyett.

### Használóik szerint
Az archaizmusok használata bizonyos nyelvhasználó-kategóriákra korlátozódik.
Egyes archaizmusokat az idősebb nemzedékek használnak. Francia példa erre a réacteur szó, amelyet ’reakciós’ jelentéssel használtak a Párizsi Kommün alatt idősebb forradalmárok, de archaizmus lett, miután fiatal forradalmárok a réactionnaire szót használták helyette.
Más archaizmusok a sztenderd nyelvváltozat szokásos regiszteréhez viszonyítottak, tehát nem archaizmusokként vannak jelen más nyelvváltozatokban.
Archaizmusok többek között egyes nyelvjárásokban maradnak fenn. Ilyen értelemben egyes nyelvészek archaizáló nyelvjárásokról beszélnek újítókkal szemben. Minél elszigeteltebb egy nyelvjárás, annál inkább tart meg archaizmusokat. A nyelvjárások mindegyik aspektusában vannak archaizmusok:
- hangtaniak:

(magyarul) mért, nékem, ösmer, lyány, csudálatos, kokas;
(románul) văz (a munténiai nyelvjárásban) vs. văd ’látok’;
- alaktaniak:

(magyarul) az íra, írt vala, írt volt igealakok a kalotaszegi nyelvjárásban;
(franciául) un horloge (hímnem) Rouen környékén vs. une horloge (nőnem) ’toronyóra, falióra’;
- mondattaniak:

(franciául) aller à messe (névelő nélkül) Vallóniában vs. aller à la messe (határozott névelővel) ’misére menni’;
(románul) S-o dus a ara (főnévi igeneves szerkezet a máramarosi nyelvjárásokban) vs. S-a dus să are (kötőmódos szerkezet) ’Elment szántani’;
- lexikaiak:

(magyarul) aszú vs. száraz;
(franciául) souper Svájcban, Belgiumban, Québec-ben stb. vs. dîner ’vacsora’;
(románul) arină nyugati nyelvjárásokban vs. nisip ’homok’;
Vannak archaizmusok egyes szaknyelvekben is. A franciában ilyenek une espace (nn.) ’szóköz’ a nyomdászati szaknyelvben vs. un espace (hn.) ’űr’, vagy az icelui mutató névmás a jogi szaknyelvben vs. celui-ci ’ez’.

### Spontán vagy tudatos használatuk szerint
A nyelvjárási archaizmusok nem archaizmusok azon nyelvjárást beszélők tudatában, akik nem ismerik a sztenderd nyelvváltozatot, vagy ismerik, de nem tudják egyik vagy másik nyelvi jelenségről, hogy nincs a sztenderdben.
Ugyancsak spontán módon használatosak olyan archaizmusok, amelyek csak elszigetelten azok, de azon állandósult szókapcsolatok, amelyekben megvannak nem archaizmusok. Ilyenek például:
(magyarul) szer ’rend, sor’ a se szeri, se száma szókapcsolatban;
(franciául) férir ’ütni’ a sans coup férir ’küzdelem nélkül’ szókapcsolatban;
(románul) brâncă ’kéz’ az a da în brânci ’agyondolgozni magát’ szókapcsolatban;
(oroszul) воздыхание (vozdihanyije) ’sóhaj’ a ни гласа ни воздыхания (nyi glasza nyi vozdihanyija) ’síri csend’ (szó szerint ’se hang, se sóhaj’) szókapcsolatban.
Tudatosan használják az archaizmusokat a szaknyelvekben, mint a fentebb említett franciákat. Idetartoznak azok a fogalmi archaizmusok is, amelyeket a történelmi szakmunkákban használnak.
Külön említendők meg a tudatosan stílushatás elérésének céljából, alakzatként használt archaizmusok, amelyek múlt korszakok megjelenítését segítik elő irodalmi művekben. Ezek is eltérések a sztenderd nyelvváltozattól. Példák:
(magyarul) Kik olvasandják ezt, majd elképűlnek, / Ha ő szívükben hív érzések fűlnek. (Ady Endre: Krónikás ének 1918-ból);
(franciául) Au moment même qu’il naissait, le feu prit à la maison. Dans le remue-ménage, on renversa sur l’enfaçon un pot de crème ’Pont amikor megszületett, tűz ütött ki a házban. A felfordulásban egy fazék tejfölt öntöttek a kisgyermekre’.
(románul) În fața lor muții și hadâmbii au adus îndată pe mireasă acoperită cu hobot ’Előttük a némák és az eunuchok azonnal előhozták a lefátyolozott menyasszonyt’ (Mihail Sadoveanu).
Nemcsak az irodalomban találhatók stiláris archaizmusok, hanem például a francia pallérozott regiszterben is, vicces vagy gúnyos szándékkal, pl. moult vs. beaucoup de ’sok’, occire vs. tuer ’ölni’.
Egyes archaizmusok nyelvjárásiak, tehát az adott régió beszélői által spontán módon használtak, de ugyanakkor stilárisak is, azaz tudatosak, amikor irodalmárok használják őket, elsősorban helyi színt adandó azon műveiknek, amelyek cselekménye az illető régióban zajlik, például:
(magyarul) Turi Dani hajnalban ment el hazulról, most délére jár, érzi, hogy köszönni kén az asszonynak, vagy legalább szót vetni neki. (Móricz Zsigmond: Sárarany);
(franciául) az avant que de vs. avant de ’mielőtt’ elöljárószó értékű szókapcsolat Île-de-France-i és Orléans régiójabeli falvakban, valamint klasszikusokat utánzó íróknál.